# Challenger Britania Zavaleta 1996
Il Challenger Britania Zavaleta 1996 è stato un torneo di tennis facente parte della categoria ATP Challenger Series nell'ambito dell'ATP Challenger Series 1996. Il torneo si è giocato a Puebla in Messico dal 18 al 24 novembre 1996 su campi in cemento.

## Vincitori

### Singolare
Alejandro Hernández ha battuto in finale  Alexander Reichel per 7–6, 7–6.

### Doppio
Leonardo Lavalle /  Maurice Ruah hanno battuto in finale  Bill Behrens /  Steve Campbell per 7–5, 6–2.